# Ivan Krasnov
Ivan Ivanovič Krasnov, in russo Иван Иванович Краснов (Russia, 1802 – Russia, 14 aprile 1871), è stato un militare e scrittore russo.

## Biografia
Nato nel 1802, nipote del generale Ivan Kuzmich Krasnov (1752–1812), compagno d'arme di Alexander Suvorov e Matvej Ivanovič Platov, Ivan Ivanovich Krasnov studiò all'Università di Kharkov. Nel 1816 iniziò la sua carriera militare nel reggimento dei cosacchi della guardia. Tre anni più tardi venne promosso aiutante di campo di Vasily Orlov-Denisov, comandante del 2º corpo di cavalleria. Prese parte alla guerra russo-turca del 1828-1829, soggiogando i ribelli polacchi nella rivolta di novembre del 1831. Successivamente, tornò nella provincia di Voisko.
Nel 1838, Ivan Krasnov venne prescelto quale comandante dei cosacchi della regione di Voisko e nominato assistente dell'Ataman per le questioni civili. Nel 1841-1842 prestò servizio come capo cosacco nei reggimenti impegnati nel Caucaso e scrisse un libro dal titolo Note sulla guerra nel Caucaso (Записки о кавказской войне). Nel 1843–1848 comandò un reggimento di cosacchi della guardia. Durante la Guerra di Crimea, Krasnov prestò servizio come ataman dei cosacchi del Don nell'esercito impegnato in Crimea ed organizzò le difese della città di Taganrog nel corso dell'assedio del 1855. Nel 1856 venne nominato generale del IV distretto militare di Voisko.

## Attività letteraria
Dopo la fine della Guerra di Crimea, Ivan Ivanovich Krasnov tornò ai suoi impegni sociali. Regolarmente pubblicò diversi articoli sul Notiziario del Don Voisko (Донские Войсковые Ведомости), sulla Rivista militare (Военный сборник) e su altri periodici. Oltre a questi scrisse una serie di opere storiche di notevole importanza come le già citate Note alla guerra nel Caucaso che costituiscono ad oggi una valida fonte sulla guerra dell'epoca. Krasnov fu inoltre poeta.